# Tombe dei giganti della provincia della Gallura Nord-Est Sardegna
Le tombe dei giganti della provincia della Gallura Nord-Est Sardegna:

## Tombe dei giganti
| Nome                                    | Comune               | Coordinate           | Mappa |
| --------------------------------------- | -------------------- | -------------------- | ----- |
| tomba dei giganti di Alteri             | Alà dei Sardi        | 40.66393°N 9.31711°E | Mappa |
| tomba dei giganti di Intro 'e Serra     | Alà dei Sardi        | 40.63876°N 9.30058°E | Mappa |
| tomba dei giganti di Mala Carruca       | Alà dei Sardi        | 40.65353°N 9.29755°E | Mappa |
| tomba dei giganti di Padentes           | Alà dei Sardi        | 40.66025°N 9.32986°E | Mappa |
| tomba dei giganti di sas Tumbas         | Alà dei Sardi        | 40.646°N 9.37207°E   | Mappa |
| tomba dei giganti di s'Ena 'e su Barone | Alà dei Sardi        | 40.66158°N 9.31421°E | Mappa |
| tomba dei giganti di Capichera          | Arzachena            | 41.04638°N 9.35271°E | Mappa |
| tomba dei giganti di Coddu Vecchju      | Arzachena            | 41.05021°N 9.35584°E | Mappa |
| tomba dei giganti di La Prisgiona       | Arzachena            | 41.04772°N 9.36173°E | Mappa |
| tomba dei giganti di Li Lolghi          | Arzachena            | 41.06669°N 9.33369°E | Mappa |
| tomba dei giganti di Moru               | Arzachena            | 41.06913°N 9.41211°E | Mappa |
| tomba dei giganti di Cuada              | Bortigiadas          | 40.87215°N 8.92795°E | Mappa |
| tomba dei giganti di lu Cantareddu      | Bortigiadas          | 40.86331°N 8.90374°E | Mappa |
| tomba dei giganti di Punta Nuraghe      | Bortigiadas          | 40.88646°N 9.039°E   | Mappa |
| tomba dei giganti di San Pancrazio      | Bortigiadas          | 40.89071°N 9.02653°E | Mappa |
| tomba dei giganti di Corrincia          | Buddusò              | 40.53534°N 9.27742°E | Mappa |
| tomba dei giganti di Loelle I           | Buddusò              | 40.56694°N 9.31622°E | Mappa |
| tomba dei giganti di Loelle II          | Buddusò              | 40.56582°N 9.31783°E | Mappa |
| tomba dei giganti di Laicheddu          | Calangianus          | 40.93565°N 9.21043°E | Mappa |
| tomba dei giganti di Pascaredda         | Calangianus          | 40.90804°N 9.17432°E | Mappa |
| tomba dei giganti di Lu Naraconi        | Luras                | 40.9801°N 9.13559°E  | Mappa |
| tomba dei giganti di Logu I             | Monti                | 40.81544°N 9.30846°E | Mappa |
| tomba dei giganti di Logu II            | Monti                | 40.81365°N 9.30637°E | Mappa |
| tomba dei giganti di Belveghile         | Olbia                | 40.94948°N 9.5025°E  | Mappa |
| tomba dei giganti di Contras            | Olbia                | 40.93831°N 9.44437°E | Mappa |
| tomba dei giganti di Corrimozzo         | Olbia                | 40.90092°N 9.47112°E | Mappa |
| tomba dei giganti di Labia              | Olbia                | 40.92919°N 9.41171°E | Mappa |
| tomba dei giganti di lu Faagghiu        | Olbia                | 40.85754°N 9.45488°E | Mappa |
| tomba dei giganti di Pedra Zoccada      | Olbia                | 40.91119°N 9.46°E    | Mappa |
| tomba dei giganti di sa Tumba           | Olbia                | 40.95036°N 9.5167°E  | Mappa |
| tomba dei giganti di Siana              | Olbia                | 40.87075°N 9.43025°E | Mappa |
| tomba dei giganti di su Monte 'e s'Abe  | Olbia                | 40.87567°N 9.48403°E | Mappa |
| tomba dei giganti di su Trambuccone     | Olbia                | 40.86381°N 9.46022°E | Mappa |
| tomba dei giganti di Arriu 'e Multa I   | Oschiri              | 40.70905°N 9.11229°E | Mappa |
| tomba dei giganti di Arriu 'e Multa II  | Oschiri              | 40.70869°N 9.11101°E | Mappa |
| tomba dei giganti di Sacchettore        | Oschiri              | 40.69983°N 9.07442°E | Mappa |
| tomba dei giganti di San Giorgio I      | Oschiri              | 40.76683°N 9.02523°E | Mappa |
| tomba dei giganti di San Giorgio II     | Oschiri              | 40.76711°N 9.02566°E | Mappa |
| tomba dei giganti di li Mizzani         | Palau                | 41.14146°N 9.33275°E | Mappa |
| tomba dei giganti di Sajacciu           | Palau                | 41.15855°N 9.32116°E | Mappa |
| tomba dei giganti di La Testa           | Santa Teresa Gallura | 41.22003°N 9.17661°E | Mappa |
| tomba dei giganti di Lu Brandali        | Santa Teresa Gallura | 41.23327°N 9.17655°E | Mappa |